# Psilozona nigripennis
Psilozona nigripennis är en tvåvingeart som beskrevs av Paramonov 1966. Psilozona nigripennis ingår i släktet Psilozona och familjen rovflugor. Inga underarter finns listade i Catalogue of Life.